# Paroster elongatus
Paroster elongatus är en skalbaggsart som beskrevs av Watts och William F. Humphreys 2009. Paroster elongatus ingår i släktet Paroster och familjen dykare. Inga underarter finns listade i Catalogue of Life.